# Moses Lake North
Moses Lake North az Amerikai Egyesült Államok északnyugati részén, Washington állam Grant megyéjében elhelyezkedő statisztikai település. A 2010. évi népszámlálási adatok alapján 4418 lakosa van.

## Népesség
A 2010-es népszámláláskor  4418 lakója, 1261 háztartása és 945 családja volt. A népsűrűség 281,4 fő/km2. A lakóegységek száma 1352, sűrűségük 86,1 db/km2. A lakosok 69,9%-a fehér, 4%-a afroamerikai, 2,7%-a indián, 1,5%-a ázsiai, 0,1%-a a Csendes-óceáni szigetekről származik, 16,4%-a egyéb, 5,4%-a pedig kettő vagy több etnikumú. A spanyol vagy latino származásúak aránya 33,6% (29,8% mexikói, 0,2% Puerto Ricó-i, 0,1% kubai, 3,4% egyéb spanyol vagy latino származású.)
A háztartások 44,7%-ában élt 18 évnél fiatalabb. 40,4% házas, 25,1% egyedülálló nő, 9,4% egyedülálló férfi, 25,1% pedig nem család. 18,5% egyedül élt; 5,4%-uk 65 éves vagy idősebb. Egy háztartásban átlagosan 3,17 személy élt; a családok átlagmérete 3,52 fő.
A medián életkor 24 év volt. Lakóinak 34,2%-a 18 évesnél fiatalabb, 12,2% 18 és 24 év közötti, 25%-uk 25 és 44 év közötti, 16,9%-uk 45 és 64 év közötti, 6%-uk pedig 65 éves vagy idősebb. A lakosok 50,7%-a férfi, 49,3%-a pedig nő.